# Russ Howard
Russ Howard, CM ONL (* 19. Februar 1956 in Midland, Ontario) ist ein kanadischer Curler und Olympiasieger.
Howards größter Erfolg war der Gewinn der Goldmedaille bei den Olympischen Winterspielen 2006 in Turin. Er spielte an der Position Third im Team neben Skip Brad Gushue, Third Mark Nichols, Lead Jamie Korab und Alternate Mike Adam.